# Homoneura striolota
Homoneura striolota är en tvåvingeart som beskrevs av Mitsuhiro Sasakawa 2003. Homoneura striolota ingår i släktet Homoneura och familjen lövflugor.
Artens utbredningsområde är Laos. Inga underarter finns listade i Catalogue of Life.